# Luis Liendo
Luis Antonio Liendo Asbún (La Serena, Chile, 25 de febrero de 1978) es un futbolista boliviano de ascendencia palestina de madre boliviana y padre argentino.

## Trayectoria
Liendo comenzó su carrera futbolística en 1997 jugando para el Boca Juniors, equipo de reservas en Argentina y luego fue firmado por Bolívar en Bolivia. Tuvo una carrera larga como futbolista,estuvo seis años jugando en Italia en la segunda división y dos años en Estados Unidos,para luego regresar a Bolivia donde jugó en La Paz FC, Universitario de Sucre donde fue capitán por cuatro años y figura de su equipo, motivo por el cual el DT argentino, Gustavo Quinteros lo convoca nuevamente a la selección Boliviana. Decide dejar la actividad futbolística el año 2014 en Sport Boys de la primera división del fútbol boliviano.
Actualmente es director de las Divisiones menores del Club Bolívar.

## Clubes
| Club                      | País           | Año       |
| ------------------------- | -------------- | --------- |
| Boca Juniors (inferiores) | Argentina      | 1997-1998 |
| Bolívar                   | Bolivia        | 1998-1999 |
| Real Madrid Castilla      | España         | 1999-2000 |
| The Strongest             | Bolivia        | 2001      |
| Ascoli                    | Italia         | 2001-2002 |
| Spezia                    | Italia         | 2003-2004 |
| Novara                    | Italia         | 2004-2005 |
| Gela                      | Italia         | 2006-2007 |
| Atlanta Silverbacks       | Estados Unidos | 2007-2008 |
| La Paz FC                 | Bolivia        | 2008-2009 |
| Universitario de Sucre    | Bolivia        | 2009-2013 |
| Sport Boys Warnes         | Bolivia        | 2013-2014 |